# Рукомойкин, Илья Семёнович
Илья Семёнович Рукомойкин (1726, Санкт-Петербург — не ранее 1754) — русский рисовальщик и гравёр.

## Биография
Родился в 1726 году в Санкт-Петербурге. Согласно собственноручной написанной автобиографической справке — сын крестьянина из окрестностей Осташкова, отпущенного в Санкт-Петербург на заработки («для прокормления»). Эта информация подтверждается тем, что фамилия Рукомойкин встречается в источниках почти исключительно применительно к Осташкову, где её, в частности, носили Алексей Авдеевич Рукомойкин — осташковский городской голова в 1813—1814 годах и Пахомий (Рукомойкин), в 1679—1696 годах являвшийся игуменом Нило-Столобенского монастыря в том же городе.
Будущий гравёр рос без отца, так как, приехав с супругой в 1726 году в Петербург, Рукомойкин-старший вскоре «поехал для ловления рыбы в Выборг и Нарву и доднесь не возвратился, и никакого известия о нём нет».
Воспитанный матерью, Рукомойкин в 1739 году поступил в Академию Наук в Санкт-Петербурге «рисовального дела учеником» (Академии художеств на тот момент еще не существовало). К 1744 году 18-летний Рукомойкин уже получал жалование 18 рублей в год, а в 1745 году был, вместе с несколькими другими живописцами, приставлен к натуралисту и путешественнику Гмелину «для малевания собранных им в Камчатской экспедиции трав». Гмелин был не в восторге от присланных живописцев, и неоднократно жаловался руководству академии, что те живописцы «ничего не делают» и «редко приходят». Тем не менее, итогом сотрудничества трудолюбивого немца с редко приходящими живописцами стала роскошно изданная Академией книга «Flora Sibirica» (Флора Сибирика; «Флора Сибири») с многочисленными рисунками. К сожалению, имена авторов под рисунками не подписаны, поэтому определить, какие из них созданы Рукомойкиным — невозможно.
Под руководством Гмелина Рукомойкин работал вплоть до октября 1745 года, а ближе к концу того же года устроил загул, информация о котором нашла подробное отражение в документах. «Обычный для академических учеников того времени дебош», как его характеризует автор биографии рисовальщика в дореволюционным Русском биографическом словаре, состоял в том, что Рукомойкин и три его товарища в пьяном виде на улице пытались отобрать у извозчика лошадь. Извозчик пытался вразумить их и спрашивал, «чего ради они озорничеством своим берут лошадь?». В ответ Рукомойкин и другие ученики Академии наук «того извозчика стали бить и разбили у него нос до крови». Когда же на помощь извозчику выбежал «рогаточный караульный служитель», то и его «стали бить кулаками и топунками (?) и подбили у него правый глаз и выше глаза на лбу».
В конце концов ученики попали в полицию, где их «за продерзость» выпороли плетьми, после чего они вернулись к своим занятиям.
В 1747 году Рукомойкин из Рисовального класса был переведён в Гравировальную палату подмастерьем к мастеру Ивану Алексеевичу Соколову. Жалование ему было повышено до 24 рублей в году. В 1750 году, согласно сохранившейся переписке, Соколов добивался, чтобы всем его сотрудникам повысили жалованье, в частности, Рукомойкину — до 60 рублей в год.
По состоянию на 1754 год, Рукомойкин по прежнему выполнял «разные гравировальные работы».